# 子夜
子夜，亦稱午夜、半夜、子正，指二十四小時制的00:00（24:00）或十二小時制的夜晚12:00。中國古代以子夜為日之分界，以子正初刻（00:00）為一日之開始，夜子初四刻（24:00，子夜）為一日之終結。而且分一日為十二時辰，子時即為現代二十四小時制的前一日23:00至01:00（十二小時制的前一日夜晚11:00至凌晨1:00）。

## 相關參見
- 子 (地支)
- 上午、中午、下午